# Lingua cayuse
Il cayuse (Cailloux, Willetpoos) è una lingua isolata ed estinta, precedentemente parlata dalla tribù nativa americana dei Cayuse nello stato dell'Oregon. Il nome con cui i Cayuse chiamavano se stessi era Liksiyu (da Aoki, 1998).
Delle similitudini col Molala, lingua parlata nell'area a sud della regione dei Cayuse, nell'Oregon centrale, sono considerate dovute al contatto linguistico.